# 波特海登 (阿拉斯加州)
波特海登（英語：Port Heiden），是美国阿拉斯加州的一座城市。该市的人口在2000年为119人，2010年有102人。人口在阿拉斯加州排行第128。